# روبرت جورج هارينجتون
روبرت جورج هارينجتون (بالإنجليزية: Robert G. Harrington)‏ هو عالم فلك أمريكي، ولد في 3 ديسمبر 1904، وتوفي في 15 يونيو 1987.